# TT Aquilae
Désignations
TT Aquilae (en abrégé TT Aql) est une étoile variable céphéide classique de la constellation de l'Aigle. D'après la mesure de sa parallaxe annuelle par le satellite Gaia, elle est distante d'environ 1 040 pc (∼3 390 al) de la Terre.
La magnitude apparente visuelle de TT Aql varie entre 6,52 et 7,65 sur une période de 13,754 6 jours. La courbe de lumière est asymétrique, la montée entre le minimum et le maximum de luminosité prenant moitié moins de temps que la descente entre le maximum et le minimum.
TT Aql est une étoile supergéante jaune-blanc environ cinq mille fois plus lumineuse que le Soleil. Elle pulse et sa température varie entre environ 5 000 et 6 000 K, tandis que le type spectral varie entre F6 et G5. Le rayon vaut 91,4 R☉ au maximum de luminosité, variant entre 84 R☉ et 100 R☉ pendant que l'étoile pulse.
Les masses des Céphéides peuvent être estimées à l'aide des relations de Baade-Wesselink et cela donne 8,6 M☉. La masse estimée en s'appuyant sur le trajet d'évolution est 7,7 M☉. La masse calculée en modélisant les pulsations est 6,2 M☉. Le désaccord entre les masses obtenues par les différentes méthodes est observé pour la plupart des variables Céphéides.